# Suuporaba automobila
Suuporaba automobila (engl. car sharing)  oblik je kratkoročnog najma automobila u urbanim sredinama. Vozač preuzima i ostavlja vozilo na određenom mjestu. Glavna prednost takvog najma je u tome dao korisnici ne moraju plaćati troškove osiguranja, registracije i održavanja vozila.
Korisnici mogu tražiti vozilo putem interneta i obično rezerviraju online.
Naplata naknade uglavnom se naplaćuje po prijeđenim kilometrima kao i vremenu uporabe. Troškovi goriva, čišćenja, osiguranja itd. su u pravilu uključeni u cijenu najma.

## Vanjske poveznice
- Kako funkcionira “car sharing”